# Capasa eurynota
Capasa eurynota là một loài bướm đêm trong họ Geometridae.